# Lincoln (Alabama)
Lincoln es una ciudad ubicada en el condado de Talladega en el estado estadounidense de Alabama. En el censo de 2000, su población era de 4577.

## Demografía
En el 2000 la renta per cápita promedia del hogar era de $34,053, y el ingreso promedio para una familia era de $36,900. El ingreso per cápita para la localidad era de $18,442. Los hombres tenían un ingreso per cápita de $29,407 contra $24,102 para las mujeres.

## Geografía
Lincoln se encuentra ubicada en las coordenadas 33°35′35″N 86°8′20″O / 33.59306, -86.13889 (33.593156, -86.138879)
Según la Oficina del Censo de los EE. UU., la ciudad tiene un área total de 21.46 millas cuadradas (55.57 km²).